# Mikkelirivier
De Mikkelirivier (Zweeds: Mikkelijoki) is een watergang, die stroomt in de Zweedse gemeente Kiruna. De watergang stroomt bijna uitsluitend door moerassen en ontstaat daar ook uit. De "rivier" stroomt westwaarts, krijgt water van een zijrivier en stroomt ten oosten van Vittangi de Torne in. De Mikkelrivier is bijna 19 kilometer lang en stroomt door onbewoond gebied.